# The Other America
The Other America is een non-fictieboek uit 1962 van de Amerikaanse politicoloog, activist en schrijver Michael Harrington. Het is een studie van armoede in de Verenigde Staten, een onderwerp dat daarvoor weinig aandacht had gekregen. Het bracht de problematiek onder de aandacht van presidenten John F. Kennedy en Lyndon B. Johnson en was mogelijk verantwoordelijk voor Johnson's War on Poverty. Latere overheidsprogramma's zoals Medicaid, Medicare, voedselbons en een grotere sociale zekerheid kunnen tot op zekere hoogte worden toegeschreven aan de ideeën van Harrington, een prominent socialist.